# Куссуль, Александр Вальтерович
Александр Вальтерович Куссуль (25 июля 1963 — 6 августа 1986) — советский музыкант, скрипач. По утверждению Бориса Гребенщикова, является праправнуком композитора Рихарда Вагнера.

## Биография
Закончил консерваторию, работал в оркестре Театра музыкальной комедии, но больше всего известен как скрипач рок-группы «Аквариум» в 1984 — 1986 годах.

### «Аквариум»
Был первым скрипачом группы «Аквариум». До него скрипка в песнях группы не звучала. Куссуль участвовал в записи альбомов «MCI» (1984), «День серебра» (1984) и «Дети декабря» (1985). Уже после его смерти вышли концертные альбомы «Аквариума» «Десять стрел» (1986) и «Аквариум на Таганке» (1994), где звучит скрипка Александра. Также Куссуль участвовал в записи культовой песни группы «Алиса» «Мое поколение».

### Техника игры
Для его техники игры было характерно, в том числе, использование микротонов и необычное для европейской музыки построение фраз, заимствованные из техники игры на скрипке музыкальной школы Карнатака (Южная Индия).

### Смерть
Летом 1986 года отправился с театром на гастроли в Горький и там 6 августа утонул, переплывая Волгу.

### Память
Куссулю был посвящён альбом «Десять стрел», вышедший вскоре после его смерти.